# Rinchen Lhamo
Pour les articles homonymes, voir Lhamo et King.
Rinchen Lhamo épouse King (tibétain : རིན་ཆེན་ལྷ་མོ, Wylie : rin chen lha mo ; née le 18 août 1901 à Rayaka dans le Kham et morte le 13 novembre 1929) est connue pour avoir écrit en 1926 We Tibetans, considéré comme le premier livre en langue anglaise écrit par un Tibétain au sujet de sa culture.

## Biographie

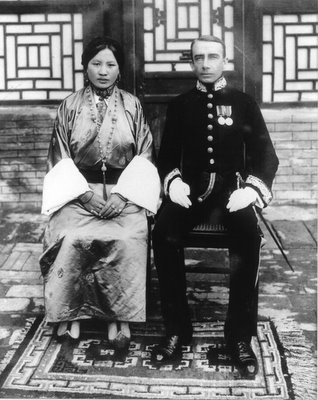
Louis Magrath King et Rinchen Lhamo le jour de leur mariage.

Rinchen Lhamo naît dans une famille aisée du Kham, au Tibet. Elle épouse Louis Magrath King (en), fonctionnaire du service consulaire anglais en 1919, puis repart avec lui à Londres en 1925 ; son frère, Namka Dendru, les accompagne. 
Elle écrit We Tibetans avec son mari ; le livre est publié en 1926. Il se découpe en trois parties, décrivant respectivement des aspects historiques, puis sociétaux, culturels et religieux ; la dernière partie comprend des histoires traditionnelles. Lhamo écrit aussi pour des journaux des articles expliquant les différences culturelles entre le Tibet et l’Angleterre,, et s’efforce de répondre aux idées reçues sur son pays d’origine.
Rinchen Lhamo meurt de la tuberculose en 1929, à 28 ans.

## Ouvrages
- (en) Rinchen Lhamo, We Tibetans : An Intimate Picture, by a Woman of Tibet of an Interesting and Distinctive People, Londres, Seeley Service and Co., 1926